# Пульхейм

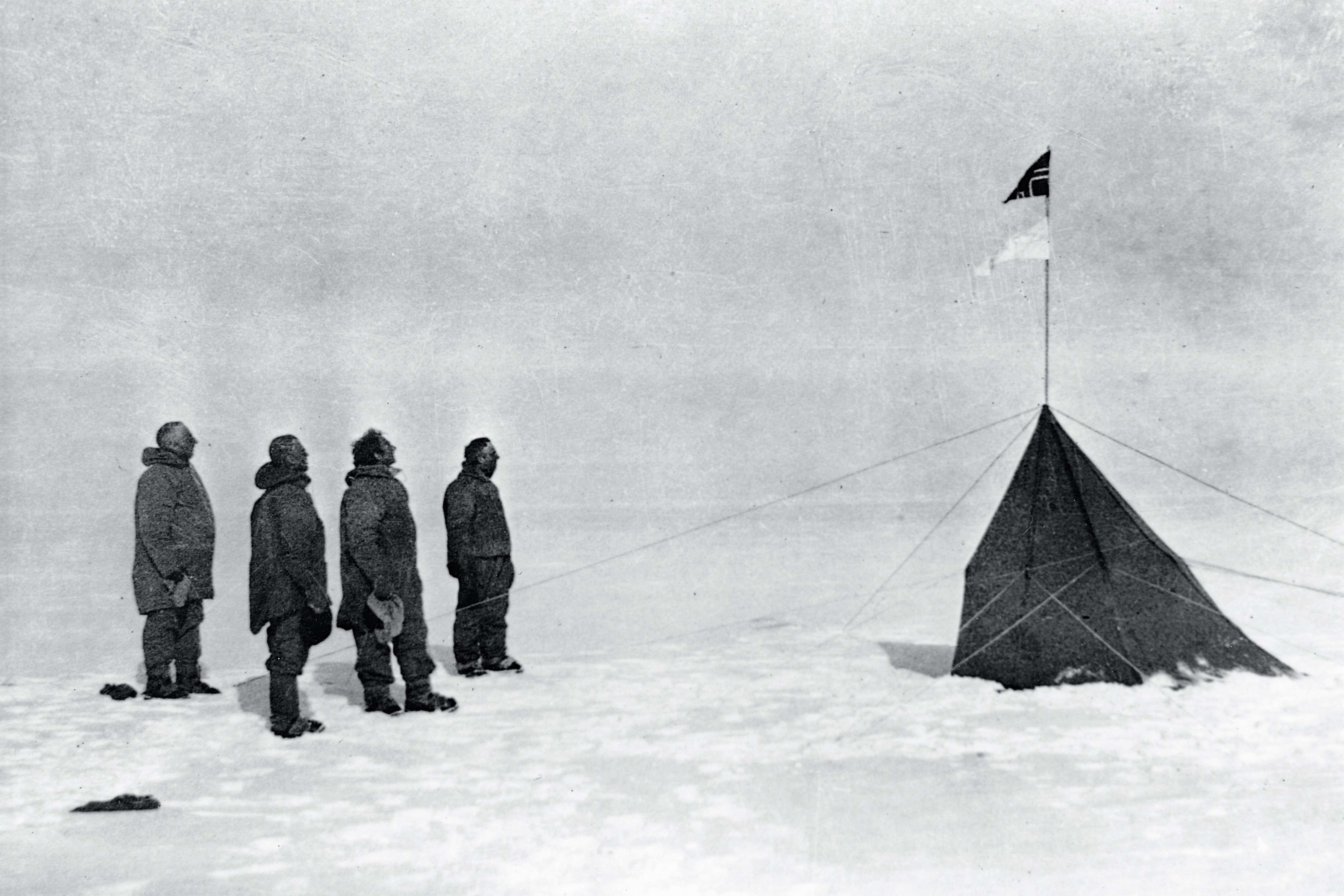
Пульхейм на Южном полюсе и четверо из пяти членов экспедиции (слева направо): Амундсен, Хельмер Хансен, Сверре Хассель, Оскар Вистинг. Фотограф: Олаф Бьолан, декабрь 1911 года

Пульхейм (норв. Polheim, «Полярный дом») — лагерь экспедиции Руаля Амундсена на Южном полюсе, основанный 14 декабря 1911 года.
В лагере была установлена трёхместная палатка, сшитая парусным мастером «Фрама» Мартином Рихардом Рённе. Амундсен так описывает её:

Палатка эта — образец искусства — была сшита из тонкого шёлка; в сложенном виде она поместилась бы в каком-нибудь обширном кармане и едва весила килограмм.

Сначала Амундсен взял её на случай, если возвращаться придётся лишь двоим или троим участникам из пяти, но экспедиция прошла успешно, и палатку решено было оставить в виде знака. Когда палатку ставили, внутри обнаружились послания Рённе и Сюндбека: «Счастливого пути!» и «Добро пожаловать на 90°!».

## Пребывание Амундсена вПульхейме
Из-за острых дебатов, которыми сопровождались обсуждения отчётов полярных экспедиций и, в частности, конкурирующих утверждений Фредерика Кука и Роберта Пири о достижении ими Северного полюса первыми, Амундсен подошёл к определению географического положения с особой ответственностью. Амундсен полагал, его инструменты позволят определить местоположение с погрешностью не лучше одной морской мили, поэтому он решил «окружать» полюс лыжными пробегами на удалении 10 миль от расчётной точки.
Поскольку теодолит был повреждён, обсервация производилось с помощью секстанта. Солнце за 24 часа совершило вокруг лагеря круг, не скрываясь за горизонтом. Выполнив измерения и вычисления, Амундсен определил, что их текущая позиция примерно на 5,5 миль (8,5 километра) удалена от математической точки Южного полюса. Это место было также «окружено» на лыжах.
17 декабря Амундсен решил, что находится в истинной точке Южного полюса и предпринял новый 24-часовой цикл измерений, причём каждую обсервацию выполняли два человека, с тщательной фиксацией в навигационном журнале. Нужно сказать, что четверо из пяти путешественников имели квалификацию навигаторов (все, кроме Олафа Бьолана).
На этот раз из вычислений Амундсена следовало, что группа находится в 1,5 милях (около 2,4 километра) от полюса, и двое экспедиционеров пометили флагами и «окружили» расчётное место.
Таким образом, ради достоверности покорения Южный полюс был «окружён» экспедицией трижды.
Последовавшая после возвращения экспедиции проверка расчётов Амундсена показала, что истинный полюс остался в 2500 ярдах (2286 метрах) от лагеря, что являлось отличным результатом для тех инструментов, которыми располагала экспедиция. Кроме того, один из лыжных пробегов «окружавшего» полюс Хельмера Хансена прошёл не далее 200 ярдов (180 метров) от истинного полюса.
Официальная фотокамера экспедиции была повреждена в пути, поэтому сохранились лишь любительские снимки, сделанные личным фотоаппаратом Олафа Бьолана.
18 декабря 1911 года экспедиция Амундсена покинула Пульхейм. Амундсен на случай своей гибели на обратном пути оставил в палатке послание королю Норвегии о покорении полюса и просьбу Скотту доставить его по назначению, а также несколько вещей: секстант с зеркальным горизонтом, цилиндр от гипсометра, три мешка, олений мех и несколько варежек.

## Экспедиция Скотта вПульхейме

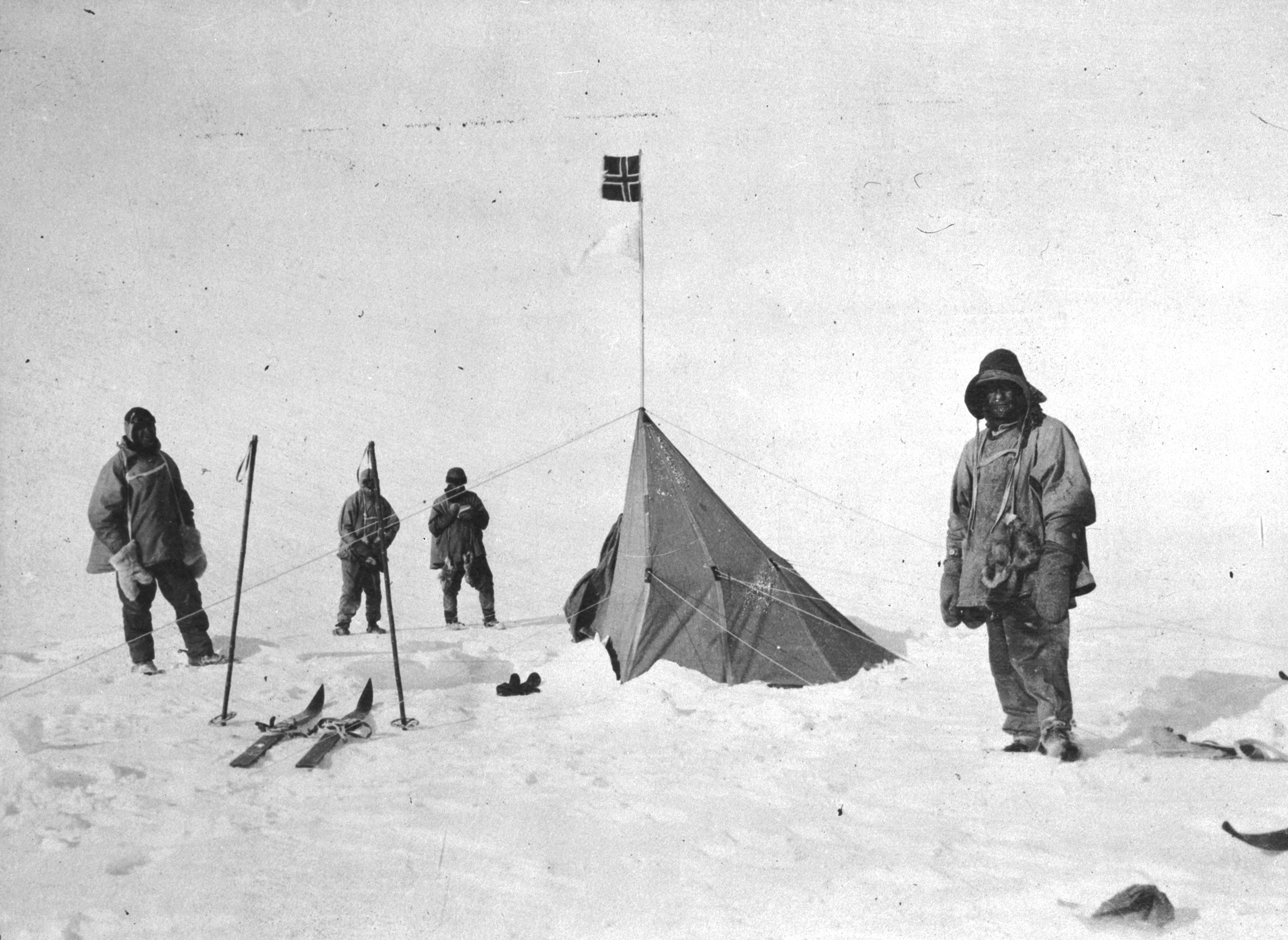
Четверо из пяти членов экспедиции Роберта Скотта у Пульхейма (слева направо): Скотт, Генри Бауэрс, Эдвард Уилсон, Эдгар Эванс. Фотограф: Лоуренс Отс, 18 января 1912 года

Через 34 дня на полюс прибыла экспедиция Скотта и увидела Пульхейм с норвежским флагом. Это вызвало у англичан огромное разочарование и деморализовало экспедицию, что считают одной из причин её гибели. Амундсен в книге «Моя жизнь» утверждает, что Скотт погиб бы в любом случае.
Оставленные в Пульхейме письма Амундсена были позднее обнаружены с телами Скотта и его спутников и послужили доказательством покорения полюса Амундсеном.

## Палатка Амундсена в настоящее время
После того, как Роберт Скотт с экспедицией покинул Южный полюс в январе 1912 года, палатку Руаля Амундсена больше никто не видел. На основе данных о точности вычислений Амундсена в 1911 году, информации о движении льда, а также уровня снега, на который ежегодно поднимается материк, в декабре 2011 года палатка должна была располагаться в точке с координатами 89°58′51″ ю. ш. 46°14′ в. д. с погрешностью в 300 метров, будучи погружённой в снег на глубину около 17 метров.
В 1994 были предприняты попытки найти палатку Амундсена к зимним Олимпийским играм 1994 года в Лиллехамере. Были организованы две экспедиции, закончившиеся неудачно, а во время последней погиб один человек.